# Psychotria brevipes
Psychotria brevipes är en måreväxtart som beskrevs av Dc.. Psychotria brevipes ingår i släktet Psychotria och familjen måreväxter. Inga underarter finns listade i Catalogue of Life.